# Nonyma glabrifrons
Nonyma glabrifrons är en skalbaggsart som beskrevs av Hermann Julius Kolbe 1894. Nonyma glabrifrons ingår i släktet Nonyma och familjen långhorningar. Inga underarter finns listade i Catalogue of Life.